# Dănuț Dobre
Dănuț Dobre (ur. 20 lutego 1967 w Fetești) – rumuński wioślarz. Dwukrotny medalista olimpijski.
Brał udział w dwóch igrzyskach (IO 88, IO 92), na obu zdobywał srebrne medale. W 1988 zajął drugie miejsce w dwójce bez sternika, wspólnie z nim płynął Dragoș Neagu. W 1992 był drugi w ósemce. W dwójce bez sternika był drugi na mistrzostwach świata w 1987, w czwórce ze sternikiem w 1991 także sięgnął po srebrny medal.